# Penitenciária privada
Penitenciária privada é um local no qual os indivíduos são fisicamente confinados ou encarcerados por uma empresa privada contratada pelo estado.  Essas empresas geralmente firmam acordos contratuais com governos que cometem prisioneiros e pagam uma diária ou taxa mensal, seja para cada preso na instalação, seja para cada lugar disponível, ocupado ou não. Tais contratos podem ser apenas para a operação de uma instalação, ou para projeto, construção e operação.
O principal argumento para a contratação de prisões para os operadores privados é que ele pode economizar dinheiro. O principal argumento contra a contratação de prisões é a preocupação de que os direitos e o tratamento justo de internos e cidadãos sejam comprometidos.